# 内卡格明德
内卡格明德（德語：Neckargemünd，發音：[ˌnɛkaʁɡəˈmʏnt] ⓘ）是德国巴登-符腾堡州卡尔斯鲁厄行政区莱茵-内卡县的城市，面积26.16平方千米，2023年12月31日人口为13,629人。

## 友好城市
内卡格明德与以下城市结为友好城市：
- 法國 埃維昂萊班（1970年）
- 美国 米蘇拉（1993年）
- 捷克 因德日赫赫拉德茨（1996年）
- 義大利 罗梅诺（1996年）